# Bay (Haute-Saône)
Pour les articles homonymes, voir Bay.
Bay est une commune française située dans le département de la Haute-Saône, en Franche-Comté, dans la région administrative Bourgogne-Franche-Comté.

## Géographie

### Climat
Pour des articles plus généraux, voir Climat de la Bourgogne-Franche-Comté et Climat de la Haute-Saône.
En 2010, le climat de la commune est de type climat des marges montargnardes, selon une étude du Centre national de la recherche scientifique s'appuyant sur une série de données couvrant la période 1971-2000. En 2020, Météo-France publie une typologie des climats de la France métropolitaine dans laquelle la commune est exposée à un climat semi-continental et est dans une zone de transition entre les régions climatiques « Lorraine, plateau de Langres, Morvan » et « Jura ».
Pour la période 1971-2000, la température annuelle moyenne est de 10,5 °C, avec une amplitude thermique annuelle de 17,6 °C. Le cumul annuel moyen de précipitations est de 975 mm, avec 13 jours de précipitations en janvier et 9 jours en juillet. Pour la période 1991-2020, la température moyenne annuelle observée sur la station météorologique de Météo-France la plus proche, « Cugney », sur la commune de Cugney à 9 km à vol d'oiseau, est de 11,2 °C et le cumul annuel moyen de précipitations est de 958,2 mm. 
La température maximale relevée sur cette station est de 40 °C, atteinte le 31 juillet 2020 ; la température minimale est de −17 °C, atteinte le 20 décembre 2009,,.
Les paramètres climatiques de la commune ont été estimés pour le milieu du siècle (2041-2070) selon différents scénarios d'émission de gaz à effet de serre à partir des nouvelles projections climatiques de référence DRIAS-2020. Ils sont consultables sur un site dédié publié par Météo-France en novembre 2022.

## Urbanisme

### Typologie
Au 1er janvier 2024, Bay est catégorisée commune rurale à habitat dispersé, selon la nouvelle grille communale de densité à sept niveaux définie par l'Insee en 2022.
Elle est située hors unité urbaine. Par ailleurs la commune fait partie de l'aire d'attraction de Besançon, dont elle est une commune de la couronne,. Cette aire, qui regroupe 310 communes, est catégorisée dans les aires de 200 000 à moins de 700 000 habitants,.

### Occupation des sols
L'occupation des sols de la commune, telle qu'elle ressort de la base de données européenne d’occupation biophysique des sols Corine Land Cover (CLC), est marquée par l'importance des territoires agricoles (76,6 % en 2018), une proportion identique à celle de 1990 (76,6 %). La répartition détaillée en 2018 est la suivante : 
terres arables (39,7 %), prairies (36,9 %), forêts (23,4 %). L'évolution de l’occupation des sols de la commune et de ses infrastructures peut être observée sur les différentes représentations cartographiques du territoire : la carte de Cassini (XVIIIe siècle), la carte d'état-major (1820-1866) et les cartes ou photos aériennes de l'IGN pour la période actuelle (1950 à aujourd'hui).

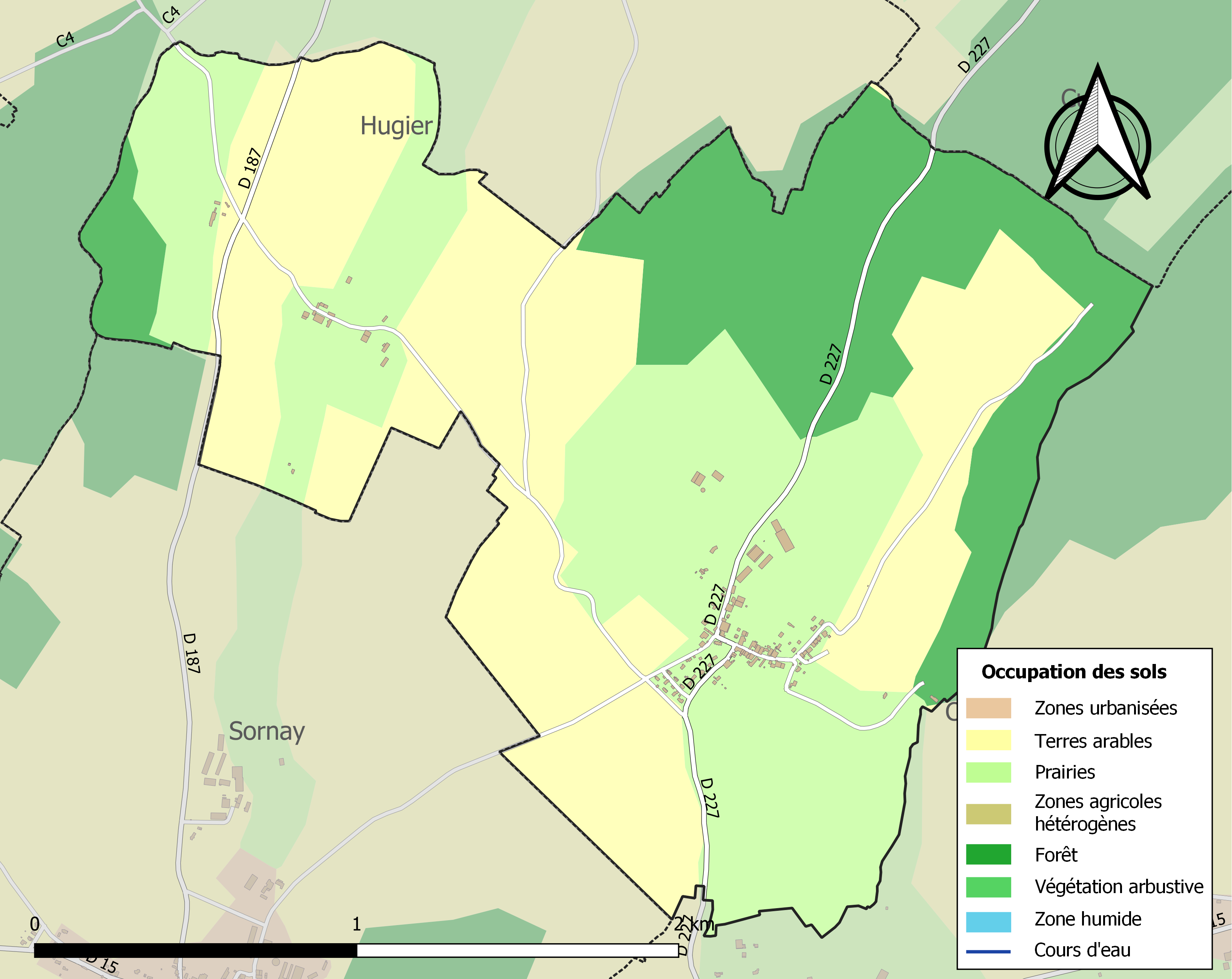
Carte des infrastructures et de l'occupation des sols de la commune en 2018 (CLC).

## Histoire
(indiquez la date de pose grâce au paramètre date).
Paroisse de doyenne de Faverney. Le droit de patronage fut donné au chapitre de Calmoutier par l'archevêque Guillaume de la tour en 1256. Il l'avait acquis en 1230 d'Aubry, chapelain de Port, et de Besancon de Baulay, prêtre. En 1258, le chapitre de Calmoutier amodia à Jacques, curé de Baulay, les redevances dépendant du droit de patronage pour 20 sous estevenant. Succursale depuis 1807, église sous le titre de saint Barthélemy.
L'église de Bay est mentionnée dans un bref du pape Célestin III du 9 mars 1143, confirmant la donations de plusieurs églises au chapitre Sainte Madeleine de Besançon.
En 1211, Barthélemy et Étienne de Montfaucon donnèrent à l'abbaye de Corneux l'alleu qu'ils possédaient à Bay, et en 1214, Othon III, duc de Merannie et comté de Bourgogne , lui concéda le droit d'usage dans les bois de Bay. En 1233, Guillaume de Pesmes donna lui aussi à Corneux ce qu'il possedait dans l'église de Bay.On trouve en 1242, un Herbelin de Bay, mais rien ne dit qu'il fut seigneur des lieux.En 1300, la cure fut instituée à la demande de l'abbé de Corneux qui en reçu  le patronage et en fit assurer la dessertepar un religieux de monastère.  En 1406, l'union des cures de Bay et de Sornay fut prononcée.
En 1451, Bay faisait partie de la baronnie de Choye lorsque celle ci fut morcelée à  la suite du deces de Jean de Vienne.Bay revint à Jean de Bauffremont comme ayant droit de Henriette de Vienne.
En 1652, la seigneurie appartenait à Joachim de Marmier.
Grange de Magney, la ferme et le moulin de Magney, Magney les vignes se situe au Nord Ouest de Bay.
C'était le meilleur et le plus beau domaine de l'abbaye de Corneux. En 1331 environ, le comté de Bourgogne qui le possedait en presque totalité le donna à Raimbaud , prieur de Corneux . Les sires d'Hugier et de Sornay lui cederent les droits qu'ils avaient sur les terres.
Gérard d'Estrabonne donna aussi à Raimbaudtous les terrains lui appartenant sur Magney, que ses religieux pourraient cultiver avec 4, 6 ou 8 bœufs .
Entre 1151 et 1153, Guy de Pesmes donna à Corneux une terre sociale de 6 arpents. Une fois les terres remises en état et en pleine culture, certains donataire essayerent de les reprendre aux religieux' en equivoquant sur les limites de leurs donations en faveur de l'abbaye. En 1266, Guillaume de Sornay lui donna la moitié du moulin de Magney dont elle avait déjà  une moitié du moulin depuis un temps indéterminé.
1789.Bailliage et decanat de Gray
1790.District de Gary. Canton de Marnay
1800. Arrondissement de Gray.Canton de Marnay
Paroisse du doyenne  de Marnay, Elle n'est plus que chappelle de tolérance depuis 1826. Elle était desservie par le curé  de Sornay, actuellement depend de la parroisse du Val de Pesmes. Église sous le titre de Saint-Étienne .
Petit église à une seule nef de deux travées.
Un peu plus haut que l'église subsistent les ruines du château féodal dans le parc actuel château, gentilhommiere du  XVIIe.
Jadis 2 moulins.

## Politique et administration

Carte départementale représentant en rouge les communes de la communauté de communes du Val marnaysien de Haute-Saône et en marron celles du Doubs.

### Rattachements administratifs et électoraux
La commune fait partie de l'arrondissement de Vesoul du département de la Haute-Saône, en région Bourgogne-Franche-Comté. Pour l'élection des députés, elle dépend de la première circonscription de la Haute-Saône.
Elle fait partie depuis 1826 du canton de Marnay. La composition de ce canton a été modifiée dans le cadre du redécoupage cantonal de 2014 en France

### Intercommunalité
La commune faisait partie de la communauté de communes de la vallée de l'Ognon créée le 19 décembre 2002. Celle-ci a fusionné avec d'autres pour former, le 1er janvier 2014 la communauté de communes du Val marnaysien, dont la commune est désormais membre.

### Liste des maires
| Période                                  | Période                    | Identité          | Étiquette | Qualité                         |
| ---------------------------------------- | -------------------------- | ----------------- | --------- | ------------------------------- |
| Les données manquantes sont à compléter. |                            |                   |           |                                 |
| 1939                                     | 1944                       | Alexandre Courbot |           |                                 |
| 1944                                     | 1950                       | André Servin      |           |                                 |
| 1950                                     | 1953                       | Gabriel Girard    |           |                                 |
| 1953                                     | 1965                       | André Servin      |           |                                 |
| 1965                                     | 1983                       | Georges Jacquot   |           |                                 |
| 1983                                     | 1995                       | Gabriel Girard    |           |                                 |
| juin 1995                                | En cours (au 24 août 2016) | Michel Gaillard   |           | Réélu pour le mandat 2020-2026, |

## Démographie
L'évolution du nombre d'habitants est connue à travers les recensements de la population effectués dans la commune depuis 1793. Pour les communes de moins de 10 000 habitants, une enquête de recensement portant sur toute la population est réalisée tous les cinq ans, les populations de référence des années intermédiaires étant quant à elles estimées par interpolation ou extrapolation. Pour la commune, le premier recensement exhaustif entrant dans le cadre du nouveau dispositif a été réalisé en 2005.

En 2022, la commune comptait 162 habitants, en évolution de +20,9 % par rapport à 2016 (Haute-Saône : −1,4 %, France hors Mayotte : +2,11 %).
| 1793 | 1800 | 1806 | 1821 | 1831 | 1836 | 1841 | 1846 | 1851 |
| ---- | ---- | ---- | ---- | ---- | ---- | ---- | ---- | ---- |
| 220  | 241  | 252  | 292  | 260  | 252  | 239  | 243  | 224  |

| 1856 | 1861 | 1866 | 1872 | 1876 | 1881 | 1886 | 1891 | 1896 |
| ---- | ---- | ---- | ---- | ---- | ---- | ---- | ---- | ---- |
| 222  | 213  | 211  | 203  | 184  | 172  | 180  | 171  | 156  |

| 1901 | 1906 | 1911 | 1921 | 1926 | 1931 | 1936 | 1946 | 1954 |
| ---- | ---- | ---- | ---- | ---- | ---- | ---- | ---- | ---- |
| 147  | 144  | 121  | 104  | 90   | 89   | 92   | 85   | 67   |

| 1962 | 1968 | 1975 | 1982 | 1990 | 1999 | 2005 | 2006 | 2010 |
| ---- | ---- | ---- | ---- | ---- | ---- | ---- | ---- | ---- |
| 62   | 61   | 60   | 54   | 60   | 76   | 119  | 120  | 122  |

| 2015 | 2020 | 2022 | - | - | - | - | - | - |
| ---- | ---- | ---- | - | - | - | - | - | - |
| 133  | 152  | 162  | - | - | - | - | - | - |

## Culture locale et patrimoine

### Lieux et monuments
- Le château du XVIIe siècle.
- L'église avec clocher à l'impériale du XVIIIe siècle[21].
- Un ancien moulin sur le ruisseau Bief de Lancey.

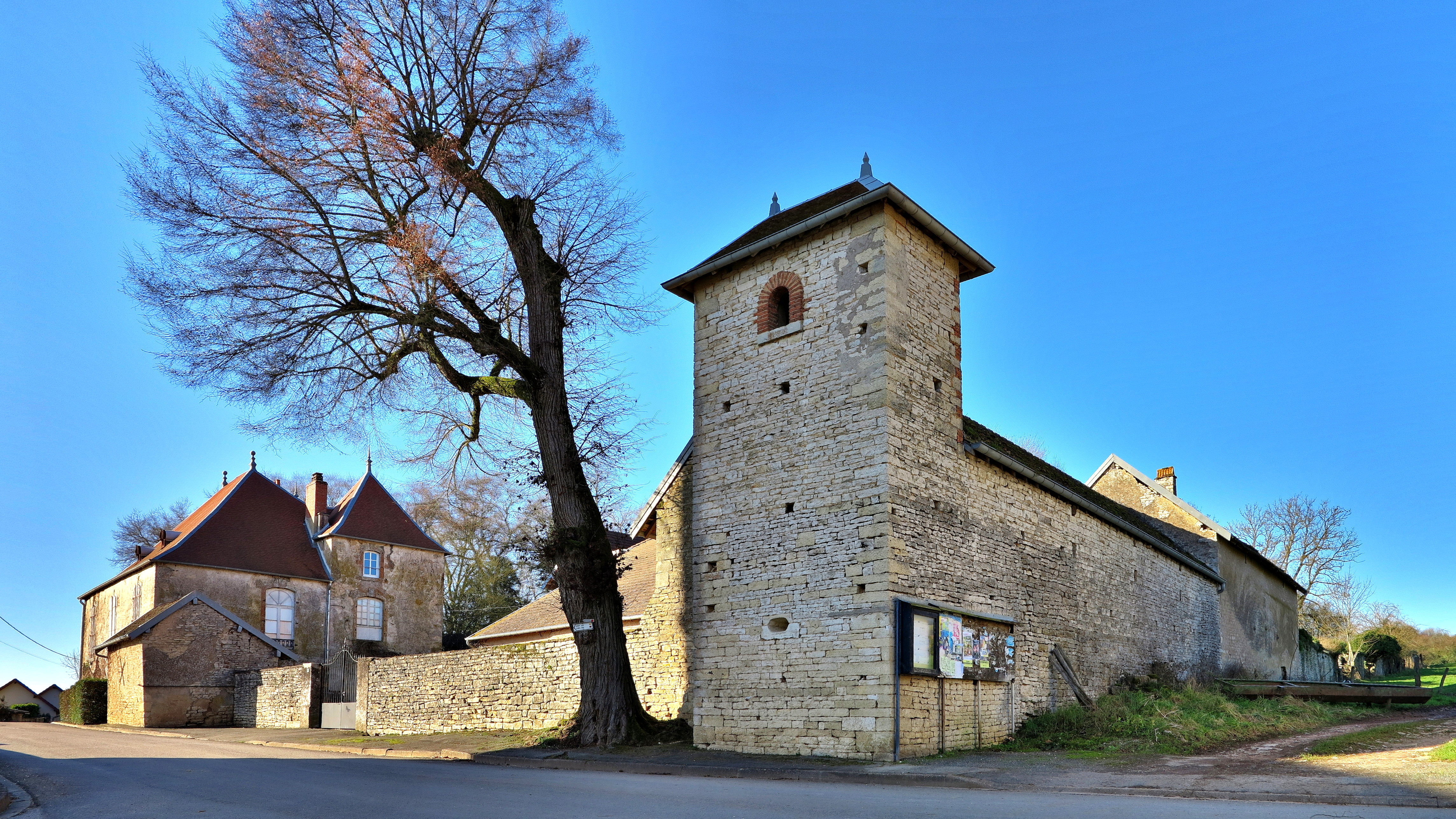
Le château de Bay.
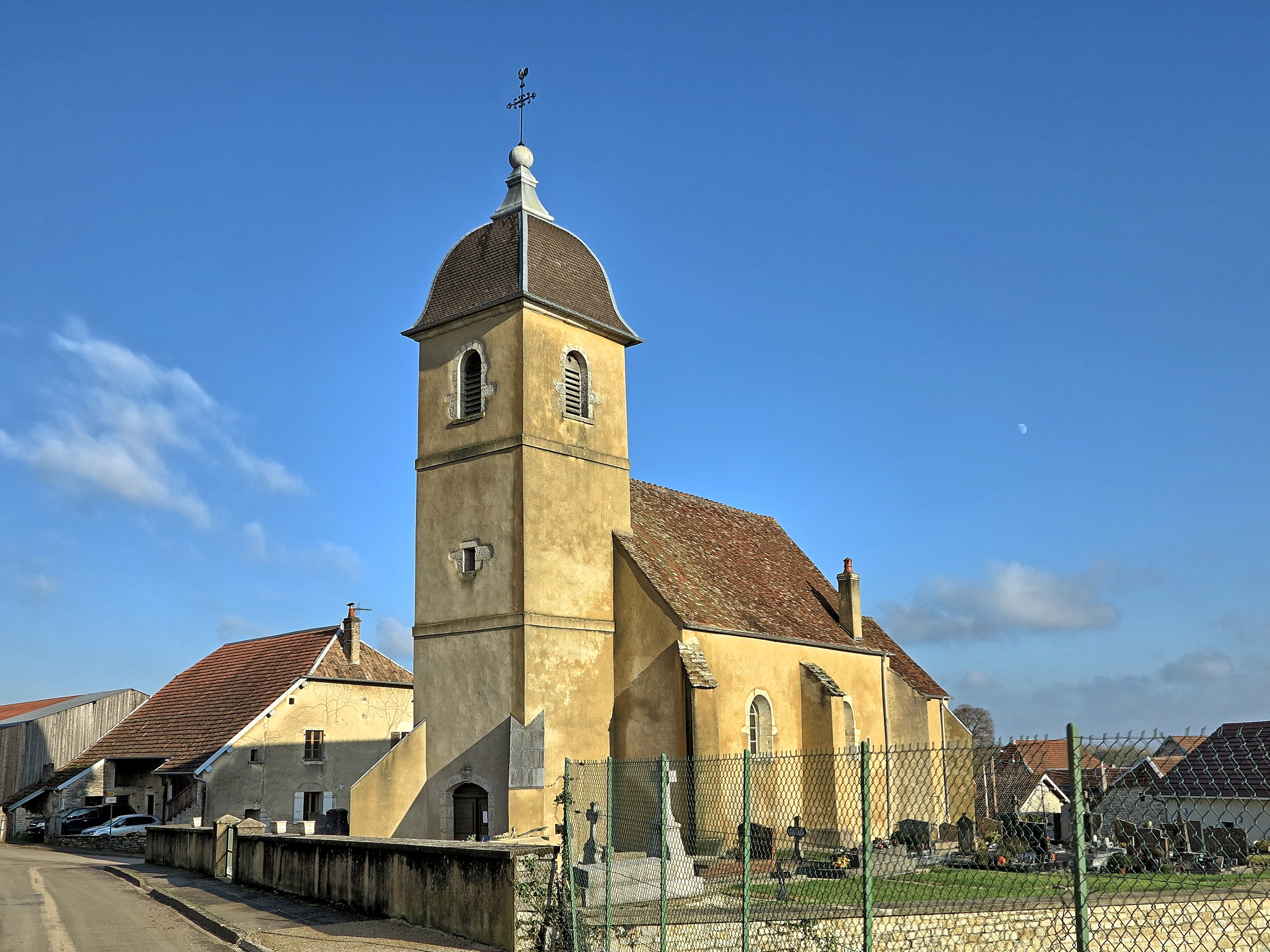
L'église.
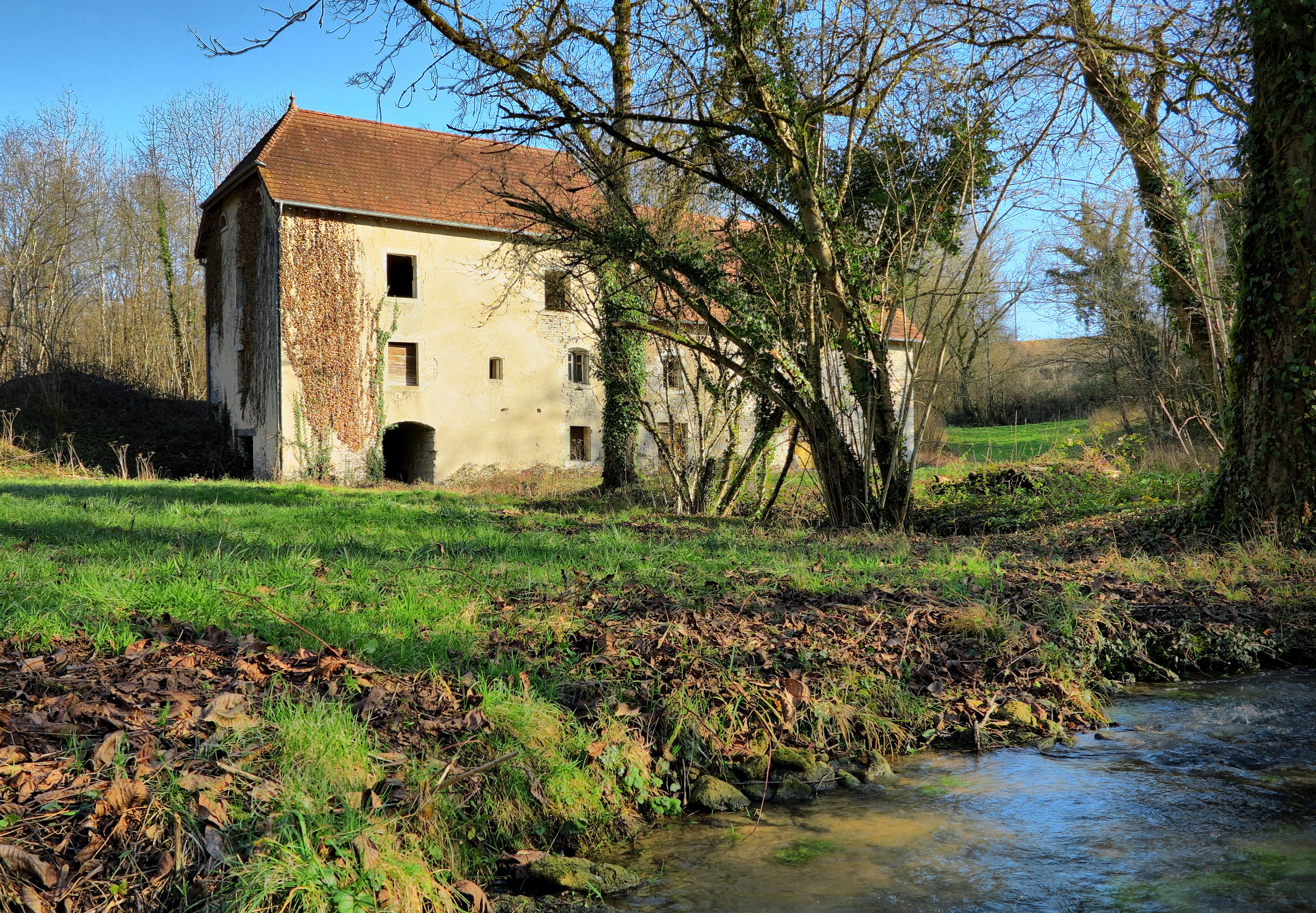
L'ancien moulin sur le Bief de lancey.

### Personnalités liées à la commune
- Le général Alexandre Maître de Bay (1650-1715).

### Héraldique
| Blason de Bay | Blason  | Écartelé : aux 1er et 4e de sinople à une colombe essorante d'argent becquée et membrée de gueules, au 2e et 3e de gueules à un griffon couronné d'or. |
| Blason de Bay | Détails | Le statut officiel du blason reste à déterminer. |